# Piazza Italia (Napoli)
Piazza Italia è una piazza di Napoli situata nel quartiere Fuorigrotta. Si trova tra via Giulio Cesare e viale di Augusto. Piazza satellite è largo Alessandro Lala, i cui limiti al giorno d'oggi si confondono con la piazza più grande, ottenendo un unico grande slargo.

## Storia
Fu realizzata in epoca fascista, durante l'opera di ridefinizione urbanistica dell'area di Fuorigrotta. Per spianare la piazza fu demolita la chiesa di San Vitale Martire, successivamente riedificata nell'omonima piazza su viale Augusto. La demolizione della struttura religiosa comportò la creazione dell'adiacente largo Lala e la risistemazione di viale Augusto. Fu inizialmente denominata piazza del Littorio, fino a quando le fu attribuita l'attuale denominazione con la delibera comunale dell'8 febbraio 1951.
A fine anni Ottanta fu interessata dai lavori per la costruzione della fermata Lala della Linea Tranviaria Rapida. Tra il 2005 e il 2007, in concomitanza dei lavori di trasformazione della mai inaugurata fermata in una stazione della linea 6, la piazza fu completamente ridisegnata, attraverso la realizzazione di una nuova area verde realizzata in modo radiale, l'allestimento di uno spazio dedicato ai giochi per bambini e una nuova fontana che attraversa centralmente l'isola che ospita le aiuole, realizzata secondo una diversa cifra architettonica rispetto alla fontana che insisteva precedentemente.

## Trasporti
- Stazione metropolitana  Lala;
- Fermata autobus ANM.